# Литературный Кыргызстан
«Литературный Кыргызстан», ранее — «Литературный Киргизстан», — литературно-художественный и общественно-политический журнал, издававшийся как орган Союза писателей и ЦК ЛКСМ Киргизии с января 1955 года на русском языке. С 2024 года издание перешло на электронный формат.

## История
Был создан в январе 1955 года как орган Союза писателей Киргизской ССР. Является преемником альманаха «Киргизстан», выходившего с 1940 года, первый номер имел двойную нумерацию: 1 (22).
Журнал занялся публикацией поэзии, прозы и литературной критики, в том числе за авторством молодых писателей. Периодичность выхода: в 1955—1962 годах — 6 раз в год, в 1963—1965 годах — 4 раза в год, в 1966—1984 годах — 6 раз в год. Тираж тогда составлял 5—7 тысяч экземпляров, а на пике популярности тираж составлял 55 тысяч экземпляров.
В начале 1970-х годов при журнале было создано литературное объединение «Среда» под руководством поэта Евгения Колесникова.
Во время Перестройки в журнале выходили произведения ранее запрещённых Александра Солженицына, Джорджа Оруэлла и других, в связи с чем издание распространялось по всему СССР. В 1985—1989 годах издавался ежемесячно.
Журнал одним из первых написал про советские депортации в Центральную Азию.
В 1990-х годов журнал стал испытывать финансовые трудности и издаваться нерегулярно. Редакция занялась книгоизданием, в том числе выпустила серию книг «Жизнь замечательных людей Кыргызстана». Журнал получал поддержку фонда «Сорос-Кыргызстан» и посольства России в Кыргызстане.
Была запущена интернет-версия журнала, причём с 2001—2002 годах и с 2007 года выходила только такая версия издания. В независимом Кыргызстане редакция журнала занимается защитой русского языка.

## Цифровой формат
В июне 2024 года было объявлено о закрытии журнала в печатном формате — издание перешло в электронный вариант. Заместитель главного редактора и один из учредителей «Литературного Кыргызстана» Светлана Суслова объяснила такое решение нерентабельностью содержания журнала, по причинам общего снижения интереса к печатным изданиям в угоду цифровым, и малого количества новых имён в литературе Кыргызстана.
Член редакционной коллегии журнала Владимир Лидский объяснил такое решение отсутствием преемников на должность главного редактора. Лидский также отметил, что уход издания — это «катастрофическое событие с далеко идущими последствиями», а русские и русскоязычные литераторы лишились одной из последних возможностей публиковаться. Владимир Михайлович считает, что литературное пространство Кыргызстана лишилось «очага» русской культуры и «оплота» русского языка.

## Известные авторы
Общесоюзные:
- Александр Чаковский;
- Анатолий Стреляный;
- Андрей Вознесенский;
- Валентин Пикуль;
- Валентин Распутин;
- Василий Белов;
- Виктор Астафьев;
- Евгений Евтушенко;
- Михаил Алексеев;
- Роберт Рождественский;
- Эрнст Генри;
- Юрий Казаков;
- Юрий Щекочихин;
- и другие.

Кыргызстанские:
- Чингиз Айтматов
- Токтогул Сатылганов
- Джоомарт Боконбаев
- Аалы Токомбаев
- Мукай Элебаев
- Алыкул Осмонов
- Кубанычбек Маликов
- Темиркул Уметалиев
- Суюнбай Эралиев
- Сооронбай Джусуев
- Омор Султанов
- Майрамкан Абылкасымова
- Михаил Аксаков
- Анатолий Сальников
- Фёдор Самохин
- Светлана Суслова
- Талип Ибраимов
- Вячеслав Шаповалов
- Михаил Рудов
- Леонид Дядюченко
- Александр Иванов
- Анатолий Сорокин
- Мар Байджиев
- Геннадий Базаров
- Кадыр Омуркулов
- Талип Ибраимов
- Аман Газиев
- Евгений Колесников
- Вячеслав Шаповалов
- Анэс Зарифьян
- Александр Никитенко
- Малика Шабаева
- Валерий Сандлер
- Сергей Занин
- Александр Князев
- Александр Зеличенко

## Редакционная коллегия

### Главные редакторы
- 1955—1959: Михаил Аксаков
- 1959—1960: Чингиз Айтматов
- 1960—1965: Анатолий Сальников
- 1965—1984: Александр Жирков
- 1984—2025: Александр Иванов
- 2025—н. в.: Бахтияр Койчуев[12]
- неизвестно: Иван Кравченко[3][4]